# 回声嘹亮
《回声嘹亮》是中国中央电视台综艺频道制作的一款歌曲类节目，其口号是“重温时代经典，唱响回声嘹亮”，其核心是“向经典的文艺作品致敬”，在每周三晚上21点播出，主持人是李佳明，节目主要是民间歌手、草根翻唱从50年代至今的经典音乐作品。

## 历史
该节目的前身为《欢乐英雄》。其2010年9月开播时名为《百团大战》，不久后改为《欢乐英雄》，最早由李咏主持，并接档先前停播的《咏乐汇》。早期《欢乐英雄》为综艺竞技节目，在每周六晚19：00—21：00播出，口号是“团结就是力量，努力一定成功”，主要内容是“团队对抗”，即每一期节目有两个民间团队进行游戏对抗，其中只有每轮获胜团队才有展示才艺的机会，而最多展示机会的团队会取得节目颁发的奖杯。
2011年，《欢乐英雄》进行改版，转型为经典音乐节目，改由管彤、张蕾和李思思主持。2012年再度改版为《回声嘹亮》。
2014年，何沐阳为该节目制作歌曲《回声嘹亮》，由李谷一、李光羲、于淑珍、杨洪基、耿莲凤、蒋大为、张凯丽、王洁实一同演唱。